# Euphorbia corollata
Euphorbia corollata är en törelväxtart som beskrevs av Carl von Linné. Euphorbia corollata ingår i släktet törlar, och familjen törelväxter. Inga underarter finns listade i Catalogue of Life.

## Bildgalleri

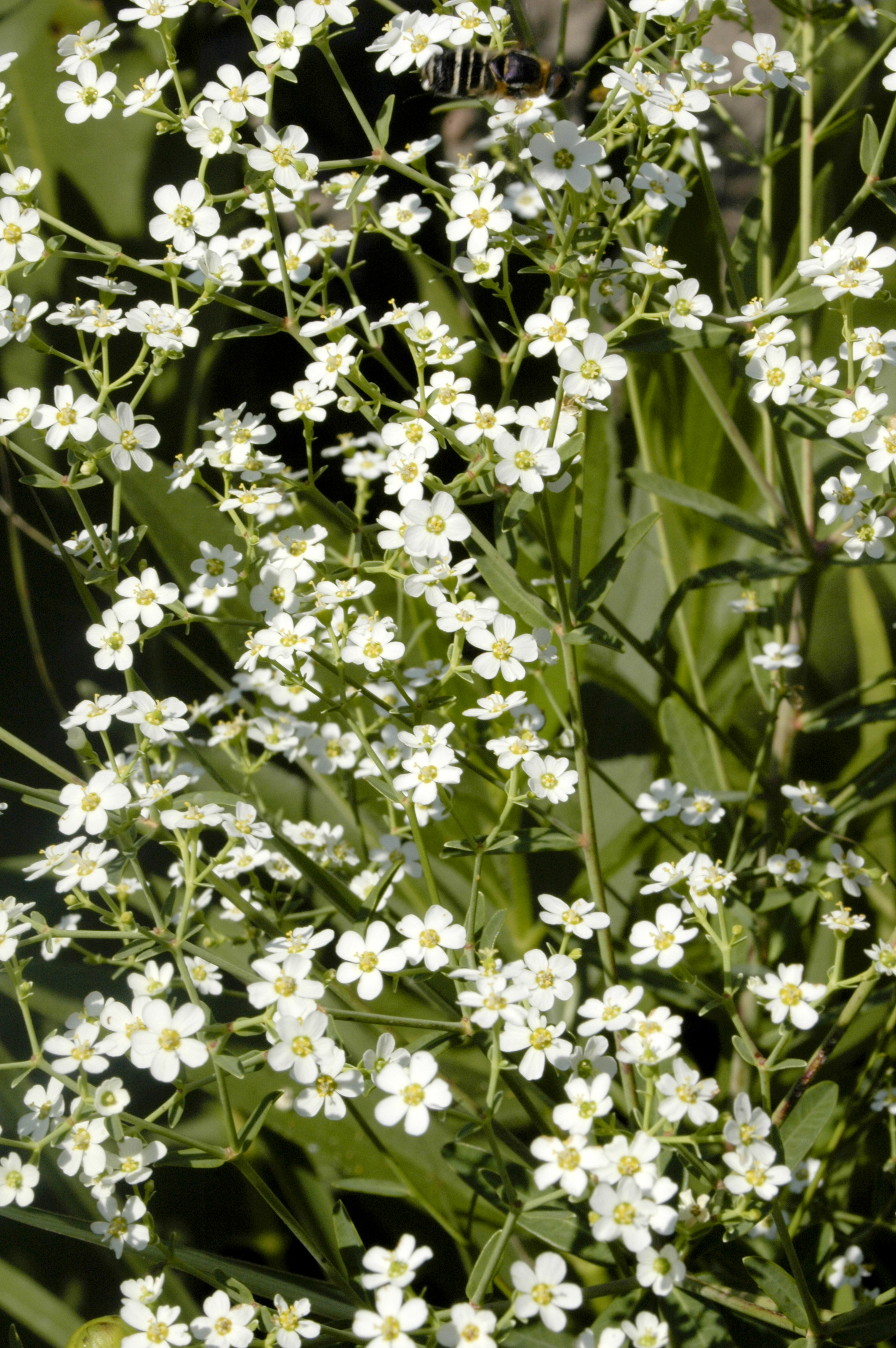
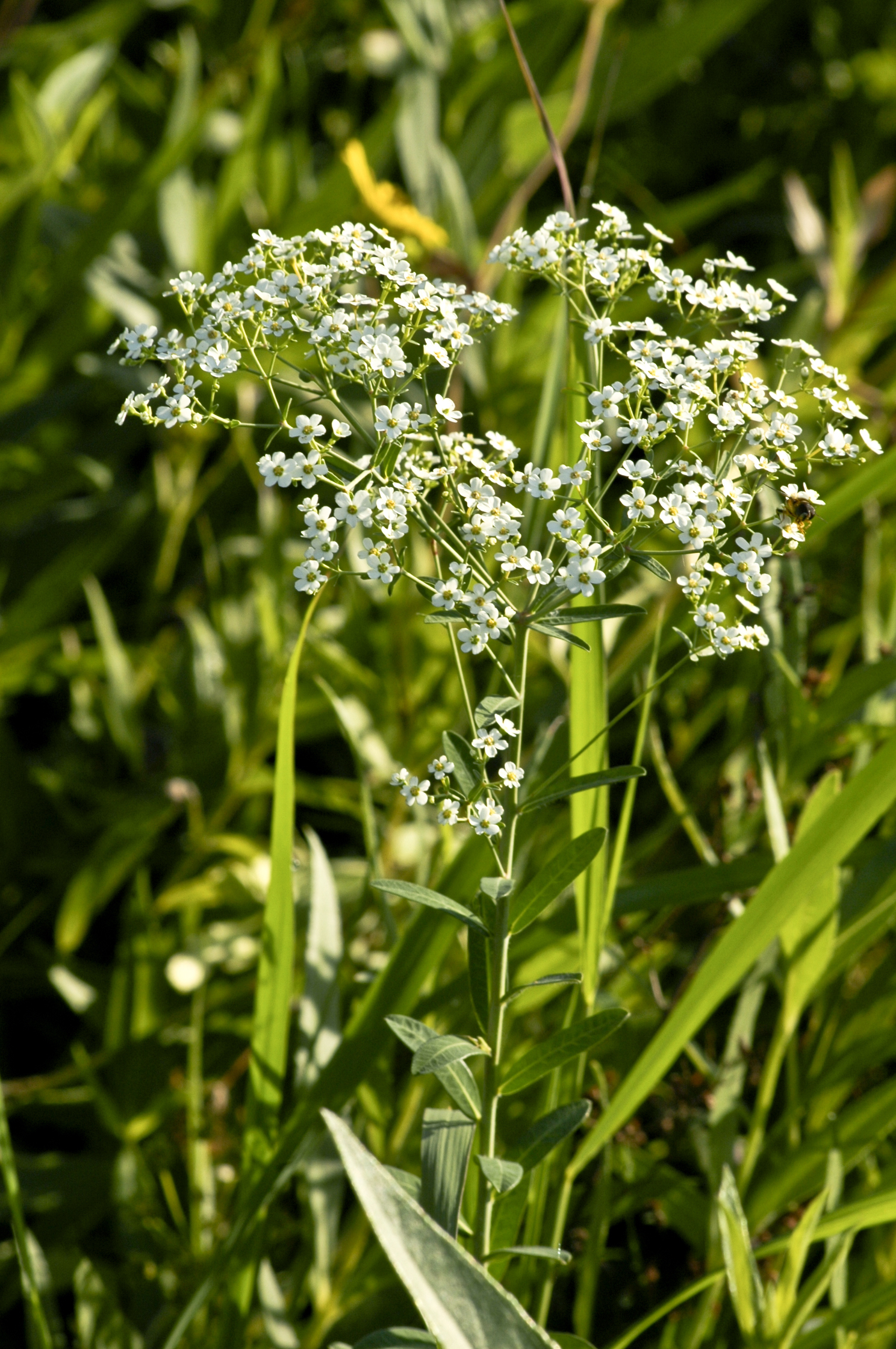
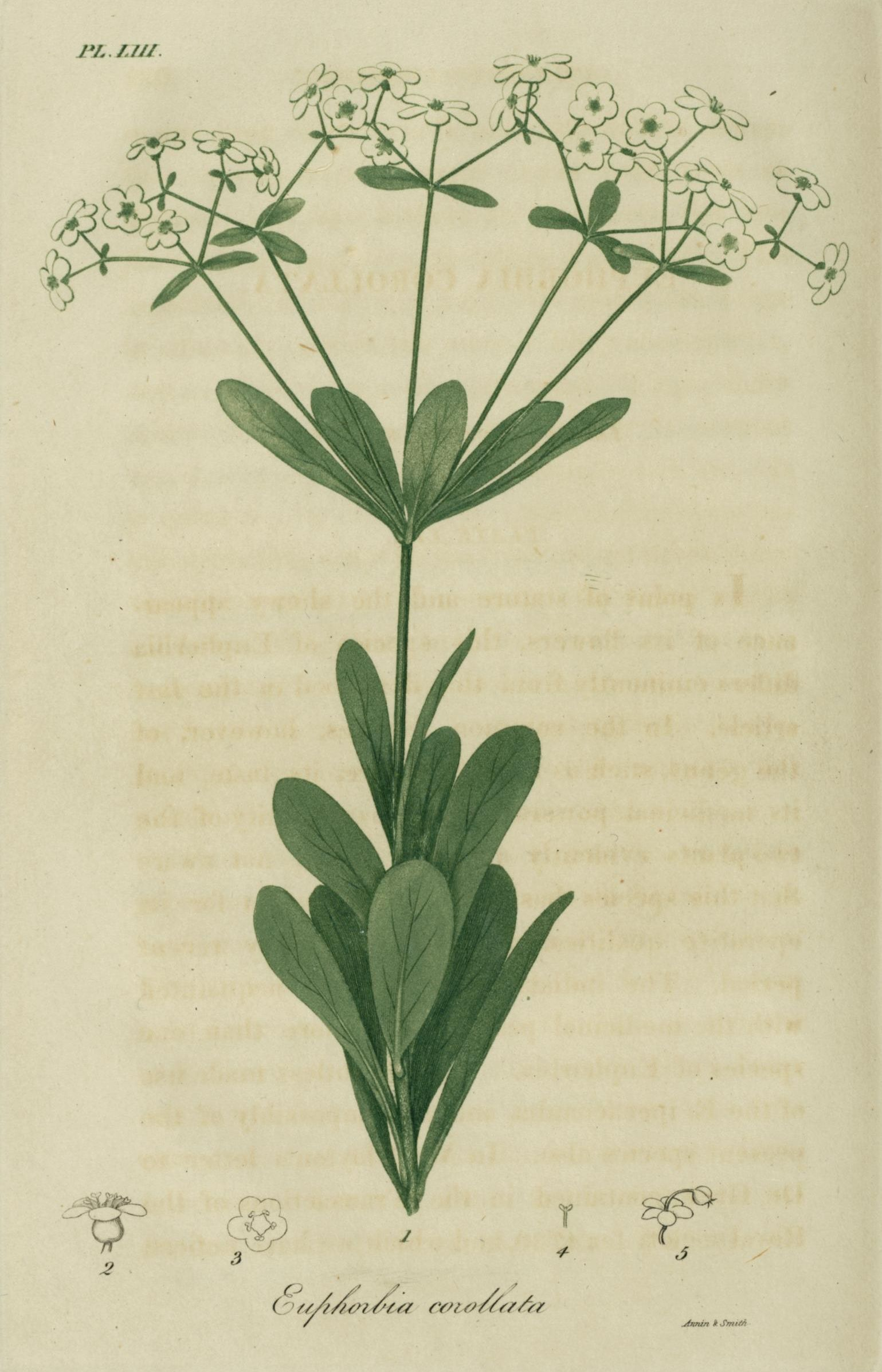
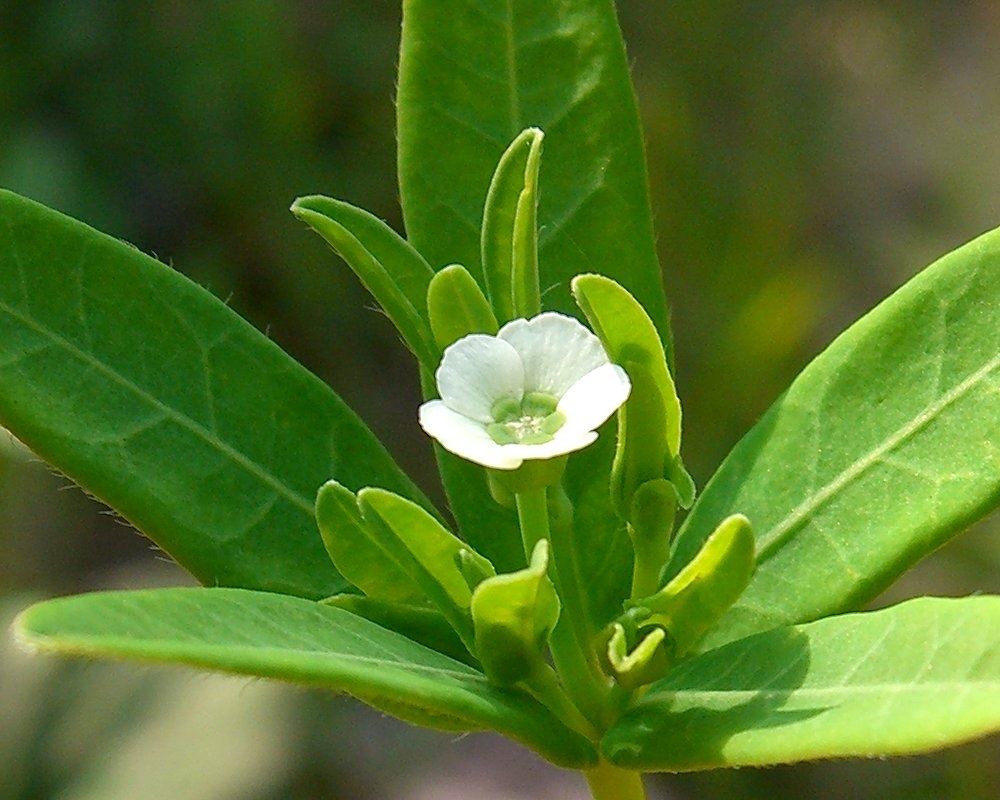